# 2024年朝鮮民主主義人民共和國最高人民會議選舉
朝鮮民主主義人民共和國第十五屆最高人民會議選舉按规定应当在2024年3～4月舉行。依照相关法律，選舉将以直選的方式決出687個最高人民會議的席位所屬。這将是金正恩掌政以來，朝鮮勞動黨第三次參選。
2024年6月13日，最高人民會議召開第14屆第31次會議以確認第14屆代表任期延長，外界猜測是因為金正恩在選舉前努力修改憲法以確保韓國被視為主要敵人。

## 資料來源
1. ↑  . dailynk. 2024-02-14  [2024-07-25]. （原始内容存档于2024-02-21） （英语）.
2. ↑  . 주간조선. 2024-07-13  [2024-07-29]. （原始内容存档于2024-07-29） （韩语）.
3. ↑  . Reuter. 2024-01-16  [2024-07-25]. （原始内容存档于2024-01-23） （英语）.